# Розенкампфи
Розенка́мпф (нім. Rosenkampff) — дворянський і баронський рід Російської імперії. Походили від шведського ротмістра з Естляндії, Іоанна Різенкампфа, що став дворянином у 1687 р. та взяв собі прізвище фон Розенкампф. Його правнук, Каспар-Генріх фон Розенкампф (пом. у 1790 р.) — ліфляндський ландмаршал; Рід Розенкампфів внесений у дворянські матрікули Ліфляндської губернії і великого князівства Фінляндського. Його син, Густав-Адольф Андрійович фон Розенкампф, разом із своїм племінником Карлом Андрійовичем, отримали баронське достоїнство Великого князівства Фінляндського.